# Teryl Rothery
Teryl Rothery (Vancouver, 9 november 1962) is een Canadese actrice en stemactrice. 

## Biografie
Rothery werd geboren in Vancouver en wist al op vroege leeftijd dat zij een toekomst wilde in de entertainmentindustrie. Op dertienjarige leeftijd begon zij haar carrière met een optreden in haar eerste musical Bye Bye Birdie. 
Rothery begon in 1986 met acteren als stemactrice in de animatieserie Dragon Ball. Hierna speelde zij in nog meer dan 180 televisieseries en films, zo is zij vooral bekend van haar werk in Gadget and the Gadgetinis (2003), Stargate SG-1 (1997-2006), Martin Mystery (2003-2006) en Cedar Cove (2013-2015). Naast het acteren voor televisie is zij ook actief in het theater. 

## Leo Award
- 2009 in de categorie Beste Optreden door een Actrice in een Bijrol in de televisieserie The Guard – genomineerd.
- 2008 in de categorie Beste Optreden door een Actrice in een Korte Drama in de korte film Coffee Diva – genomineerd.
- 2004 in de categorie Beste Optreden door een Actrice in een Bijrol in de televisieserie Stargate SG-1 – genomineerd.

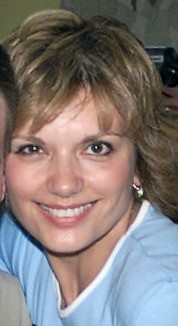
Teryl Rothery in 2001

- 2004 in de categorie Beste Optreden door een Actrice met een Gastrol in de televisieserie The Collector – genomineerd.

## Filmografie

### Films
Selectie:
- 2011 Diary of a Wimpy Kid: Rodrick Rules - als mrs. Kohan
- 2000 Help!, I'm a fish - als de moeder Lisa
- 2000 Best in Show - als Philly AM gast
- 1996 Mother, May I Sleep with Danger? - als atletiekcoach
- 1994 For the Love of Nancy - als Lenore Molee
- 1994 Andre - als Jennifer Fife

### Televisieserie
Selectie:
- 2019-2022 Virgin River - als Muriel - 32 afl.
- 2018-2022 Chip and Potato - als Amanda / mrs. Dazzle - 39 afl.
- 2017-2022 The Good Doctor - als JL - 22 afl.
- 2019-2021 Nancy Drew - als Celia Hudson - 10 afl.
- 2021 When Calls the Heart - als Helen Bouchard - 3 afl.
- 2013-2018 Arrow - als Jean Loring - 7 afl.
- 2016-2017 Travelers -als Patricia Holden - 6 afl.
- 2013-2015 Cedar Cove - als Grace Sherman - 35 afl.
- 2015 Wayward Pines - als Henrietta - 3 afl.
- 2010-2011 Hellcats - als Layne Monroe - 9 afl.
- 2010 Caprica - als Evelyn - 8 afl.
- 2009-2010 RollBots  - als stem - 12 afl.
- 2008-2009 The Guard - als Gwen - 12 afl.
- 2006-2009 Kyle XY - als Carol Bloom - 11 afl.
- 2007-2008 Care Bears: Adventures in Care-A-Lot - als stem - 14 afl.
- 2003-2006 Martin Mystery - als MOM (stem) - 66 afl.
- 1997-2006 Stargate SG-1 - als dr. Janet Fraiser - 75 afl.
- 2004 InuYasha - als prinses Abi / moeder van Shima (stemmen) - 8 afl.
- 2003 Gadget and the Gadgetinis - als moeder van Claw / William 'Billy' / nicht van Claw (stemmen) - 53 afl.
- 2003 Out of Order - als baas van netwerk - 6 afl.
- 2000-2001 D'Myna Leagues - als Lucinda (stem) - 13 afl.
- 2001 Project ARMS - als dr. Mary Katz - 5 afl.
- 1998-1999 RoboCop: Alpha Commando - als stem - 40 afl.
- 1994-1996 Hurricanes - als stem - 7 afl.
- 1993-1994 Exosquad - als luitenant Maggie Weston (stem) - 6 afl.
- 1994 King Arthur and the Knights of Justice - als stem - 11 afl.
- 1989-1991 Ranma ½: Nettô-hen - als Kodachi Kuno (stem) - 11 afl.
- 1986 Dragon Ball - als stem - 13 afl.

- Gemeinsame Normdatei: 1219947164
- International Standard Name Identifier: 0000 0000 4386 1741
- Library of Congress Control Number: no2005021211
- Nationale Bibliotheek van Israël: 987012384871205171
- Virtual International Authority File: 44026252
- WorldCat: E39PBJq6YTRbK7MgrjxhVGbcfq